# Исэ (провинция)
И́сэ (яп. 伊勢国 Исэ но куни) или Сэйсю (яп. 勢州) — историческая область Японии, соответствующая большей части сегодняшней префектуры Миэ. Исэ граничила с областями Ига, Кии, Мино, Оми, Овари, Сима и Ямато.
В древности столица области находилась в г. Судзука.
Исэ была одной из трёх особых, «заставных» областей.